# Línia Sigfrid

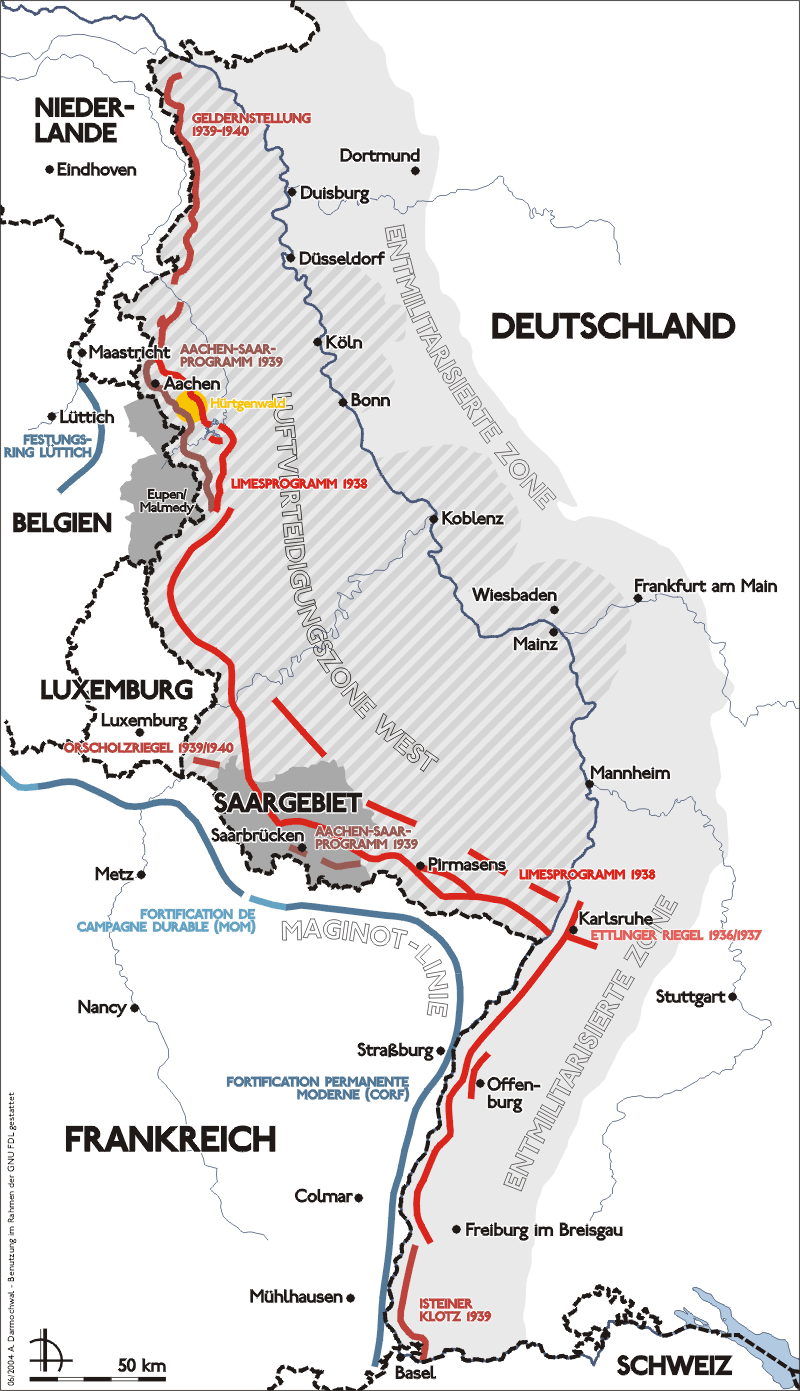
Ubicació de la Línia Sigfrid al llarg de la frontera alemanya amb França, Bèlgica, Luxemburg i els Països Baixos.

La Línia Sigfrid (en alemany Siegfried-Linie o Westwall, mur de l'oest) va ser el nom que van donar els Aliats a una línia defensiva alemanya contraposada a la Línia Maginot francesa durant la Segona Guerra Mundial. El nom que els alemanys van donar a la línia va ser Westwall (Mur de l'oest), sent l'original Línia Sigfrid una secció de la Línia Hindenburg que s'havia construït durant la Primera Guerra Mundial.
La Línia Sigfrid va ser un sistema de defensa al llarg de 630 km, que consistia en més de 18.000 búnquers, túnels i trampes per tancs (conegudes com a dents de drac). Començava a l'altura del poblat de Clèveris, a la frontera sud amb els Països Baixos, i acabava a l'altura de Weil am Rhein a la frontera amb Suïssa. A diferència de la línia Maginot, va ser pensada amb propòsits propagandístics i construïda entre 1938 i 1940.

## Construcció

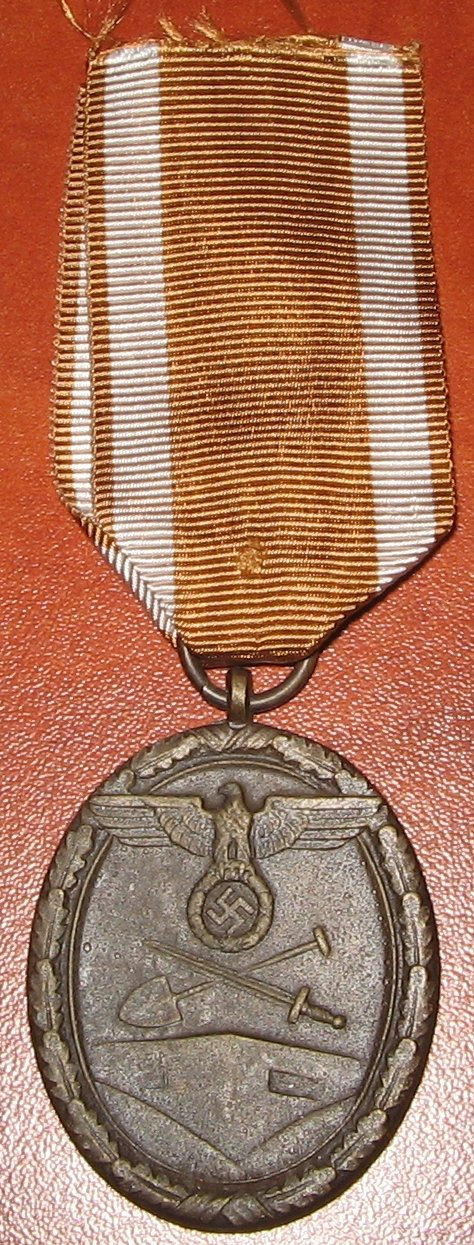
Deutsches Schutzwall-Ehrenzeichen, que es donava als treballadors de la Línia Sigfrid.

La construcció de la Línia Sigfrid, va ser duta a terme inicialment per companyies privades, però quan aquestes no van poder subministrar la quantitat d'homes requerits es va recórrer a l'Organització Todt, que va aconseguir posar a treballar a gairebé mig milió de persones a la vegada. Per aquella època aquest grup de construcció no utilitzava encara mà d'obra esclava.
Les condicions de treball eren molt perilloses; per exemple, els mitjans més primitius van haver de ser usat per manipular i muntar blindatge molt pesat, que podia arribar a les 60 tones. La vida a l'obra i després de la feina era monòtona i molta gent es va donar per vençuda i van marxar. La majoria dels treballadors van rebre una medalla (Deutsches Schutzwall-Ehrenzeichen) per al seu servei. En total es van lliurar 622.064 medalles.
La construcció de la Línia Sigfrid es va dividir en cinc fases ben diferenciades:

### Programa de Vigilància fronterera
Va ser portat a terme per un petit grup militar anomenat Grenzwacht, que va prendre el control de la zona de Renània després de la seva militarització el 1936. El programa va consistir en la construcció d'una sèrie de petits búnquers amb tres obertures per disparar en el front de l'edifici. Els búnquers tenien parets de 50 cm de gruix i no eren anti-gasos. Van ser dissenyats per protegir els soldats de la metralla i per a l'època en què van ser construïts, ja eren considerats obsolets. Van ser construïts prop de la frontera i no tenien llits per als soldats, de manera que aquests havien de dormir en hamaques.

### Programa de Limes
Per dissimular la construcció dels búnquers d'aquesta etapa, es va dir a la població que s'estaven realitzant excavacions dels limes romans en l'àrea del Rin.
Els búnquers tipus 10 d'aquest programa estaven molt millor construïts. Els murs i el sostre tenien metre i mig de gruix. No obstant això, es va demostrar durant la construcció que això era insuficient contra les armes modernes. Els búnquers tenien una cambra central que podia servir de refugi per a 10 homes, així com una habitació de combat mig metre més elevat que la resta del búnquer. Aquesta habitació tenia obertures per a metralladores al front i als costats, així com una entrada independent. Tota l'estructura estava protegida contra els gasos verinosos i posseïa calefacció. Hi havia lliteres per a tots els soldats i l'oficial a càrrec posseïa també una cadira. L'espai era limitat, d'aproximadament 1 m² per home.

### Programa d'Aquisgrà-Sarre
Els búnquers tipus 107 construïts en aquesta etapa eren similars als de l'anterior, encara que els murs de ciment eren de 3,5 m de gruix. Una altra diferència consistia que les obertures al front s'havien eliminat; quan es col·locaven estaven protegides per fortes portes de metall. El programa va incloure a les ciutats d'Aquisgrà i Saarbrücken, que originalment es trobaven a l'oest de la línia defensiva anterior.

### Zona de defensa aèria de l'Oest
La Luftverteidigungszone West (Zona de defensa aèria de l'oest) anava paral·lela a l'est a les dues línies dels programes anteriors. Consistia principalment en torres antiaèries de ciment i el seu objectiu era obligar els avions enemics a volar a major altura, comprometent l'eficiència dels seus atacs. Aquestes torres estaven protegides per una gran quantitat de búnquers dels Programes de Limes i Aquisgrà-Sarre.

### Emplaçament de Geldern
La Línia Sigfrid va ser estesa al nord des del districte de Viersen fins a Clèveris en el Rin. La construcció dels búnquers es va realitzar en començar la Segona Guerra Mundial. Eren de formigó i estaven localitzats a prop de granges per camuflatge.

## Inicis de la Guerra
Tot i que França va declarar la guerra a Alemanya el 1939, no es va reportar cap combat en la Línia Sigfrid ni a la Línia Maginot. Per contra, els dos bàndols van romandre atrinxerats en l'anomenada Guerra de Broma. En començar la batalla de França, els defensors francesos de la Línia Maginot van esperar en va un atac des de la Línia Sigfrid. Si bé es van dur a terme uns atacs, aquests van ser més aviat de distracció. Conclosa la batalla, els alemanys van retirar totes les armes transportables de la Línia Sigfrid i les van portar a altres teatres d'operacions més actius. Els edificis van ser abandonats i utilitzats pels pagesos com a dipòsits d'estris de granja.

## Reactivació de la Línia Sigfrid
Quan els aliats van desembarcar a Normandia, Hitler va ordenar el 24 d'agost de 1944 que va es renovés la construcció de la Línia Sigfrid. Vint mil treballadors forçats i membres del Reichsarbeitsdienst van ser portats a fortificar la línia, la major part d'ells no superava els 16 anys. Treballadors locals també van ser reclutats per treballar en les noves construccions, la majoria dels quals eren rases antitancs. Per a aquell llavors ja s'havia demostrat que els búnquers no tenien la importància passada a causa del desenvolupament de noves armes d'assalt, de manera que la majoria dels nous edificis construïts consistien en petits refugis per a un soldat. Cap d'aquests treballs va canviar significativament el curs de la guerra a causa de la superioritat aèria aliada.

## La lluita en la Línia Sigfrid
L'agost de 1944 els nord-americans van arribar a la Línia Sigfrid. Immediatament es van lliurar combats al llarg de tota l'estructura, especialment en Hürtgenwald en l'àrea d'Eifel, 20 km al sud-est d'Aquisgrà. La batalla del Bosc de Hürtgen es va lliurar en àrees boscoses i es va caracteritzar per la confusió que va regnar en el bàndol aliat. S'estima que els aliats van perdre uns 30.000 soldats i els alemanys 12.000.
A poc a poc els búnquers van ser sent presos, però els soldats alemanys no es rendien, ja que temien una ordre de l'Alt Comandament Alemany que prohibia la rendició sota pena de mort. D'aquesta manera s'explica que per a la primavera de 1945 alguns búnquers seguien resistint.

## Justificació de la Línia Sigfrid
Hitler sí que va ordenar la construcció de la Línia Sigfrid com una línia defensiva seriosa, si bé desesperat va recórrer a ella en revertir-se el curs de la guerra. L'objectiu original de la línia era de propaganda. D'aquesta manera, els alemanys veien a la Línia Sigfrid que una afirmació que la política exterior d'Alemanya era defensiva, a més que se sentien segurs davant d'una imminent invasió francesa, com clamaven els nazis.
A l'iniciar-se la guerra, els aliats van romandre darrere de les seves línies defensives al mateix temps que vigilaven la línia defensiva enemiga, permetent als alemanys ocupar completament Polònia i Txecoslovàquia. En acabar els combats, els aliats van perdre molt temps desmantellant la línia, distraient dels preparatius que emprenien els alemanys per a una nova ofensiva, posteriorment anomenada batalla de les Ardenes. Es pot afirmar que en termes de propaganda, la Línia Sigfrid va ser un èxit, si bé en termes militars va ser tan inútil com la Línia Maginot francesa.
El general nord-americà George Patton va comentar sobre la Línia Sigfrid: «Les fortificacions fixes són monuments a l'estupidesa de la humanitat».
Per la seva banda, el general alemany Erwin Rommel mai va confiar en la Línia Sigfrid com una possibilitat seriosa de repel·lir als aliats. Per contra, va posar totes les seves esperances en evitar el desembarcament aliat a Europa.

## La línia en la postguerra
Moltes seccions de la línia van ser destruïdes mitjançant explosius, i nombroses mines van ser retirades, no sense cobrar vides de civils. Actualment a les zones de Westfàlia i Eifel es poden apreciar grans seccions gairebé intactes, incloent 30 búnquers.
Des de 1997, amb el lema «El patrimoni d'un valor desagradable» (Der Denkmalswert des Unerfreulichen), s'ha fet un esforç per preservar les restes de la Línia Sigfrid com un monument històric, i en els darrers anys s'ha promogut la visita a les ruïnes de la Línia Sigfrid, principalment per desmitificar la invencibilitat defensiva que clamen grups neonazis.
Per la seva banda, l'estat alemany ha seguit destruint seccions de la línia, tot i les oposicions de grups de conservació històrica, que asseguren que s'han de preservar aquestes estructures històriques, de la mateixa manera que s'han preservat els limes romans.

## Conservació de la natura en la Línia Sigfrid
Grups conservacionistes consideren que les restes de la Línia Sigfrid són valuoses com a protecció de biòtops on, gràcies a la seva grandària, els animals i les plantes rares poden refugiar-se i reproduir-se. Aquest efecte és magnífic perquè aquestes ruïnes no poden ser utilitzades amb finalitats agrícoles o forestals.